# Hochfügen
Die Hotelsiedlung Hochfügen ist einer von drei Ortsteilen der im Zillertal gelegenen Gemeinde Fügenberg. Sie liegt auf einer Höhe von etwa 1480 Metern und ist lediglich über die knapp 14 Kilometer lange Hochfügener Straße erreichbar.

## Charakteristik
Im Gegensatz zu den beiden anderen Ortsteilen der Gemeinde Fügenberg – Fügenberg und Pankrazberg – handelt es sich bei Hochfügen nicht um einen natürlich gewachsenen Ort, sondern um eine für touristische Erschließungszwecke errichtete Retortensiedlung. Diese entstand, als zu Beginn der 1960er-Jahre im Finsingtal mit dem Bau des Berghotels Hochfügen begonnen wurde. Später folgten weitere Hotelbauten und Wochenendhäuser, sowie zahlreiche Anlagen, die dem weiteren Ausbau als Wintersportort dienten. Im Dezember 2004 wurde das um den Ort Hochfügen entstandene Skigebiet durch den Bau weiterer Liftanlagen mit dem weiter östlich gelegenen Hochzillertal verbunden, wodurch das nunmehr als Hochfügen-Hochzillertal bezeichnete Skigebiet entstand.

## Bilder

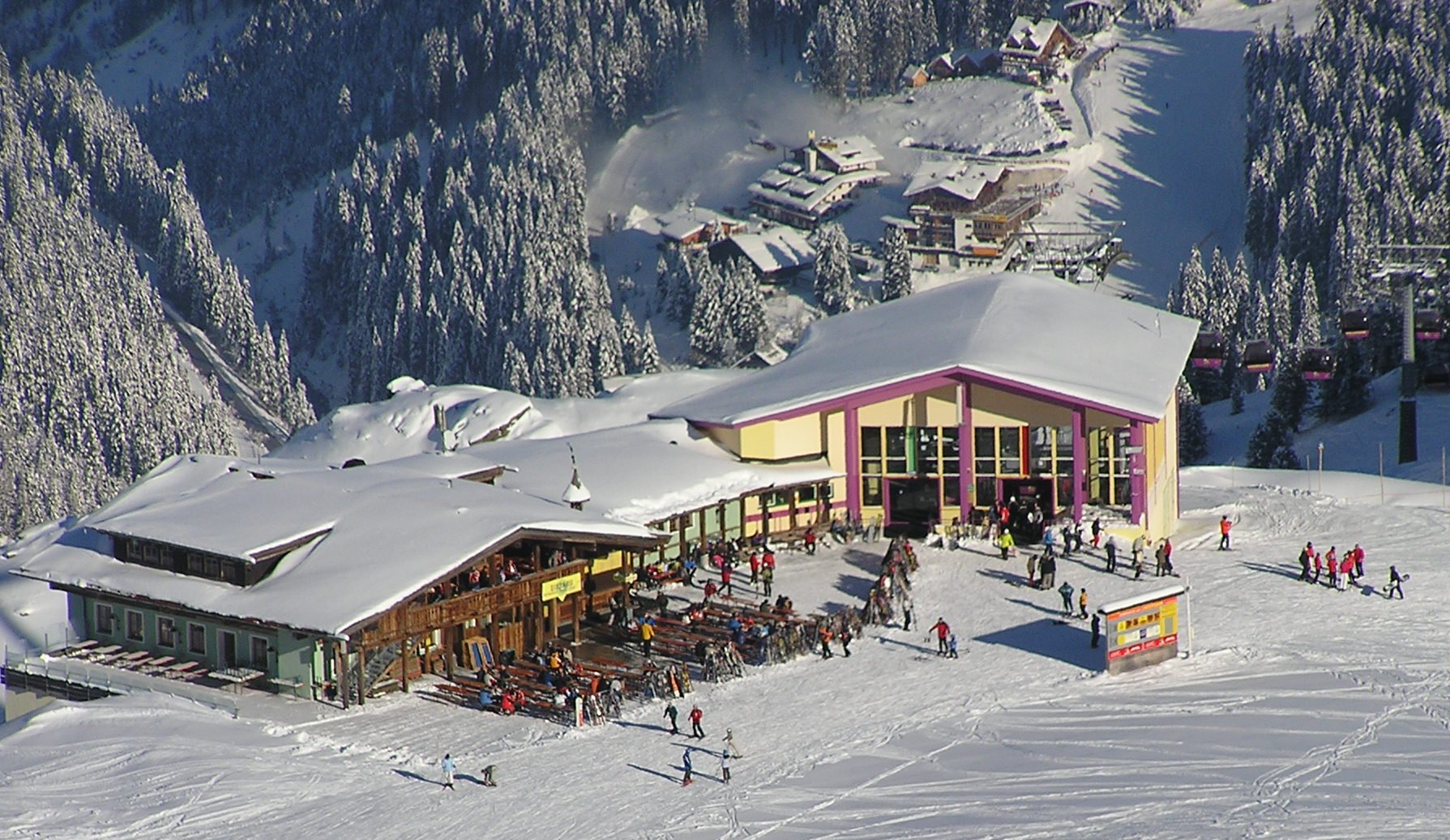
Die Bergstation der 8er-Jet-Gondelbahn
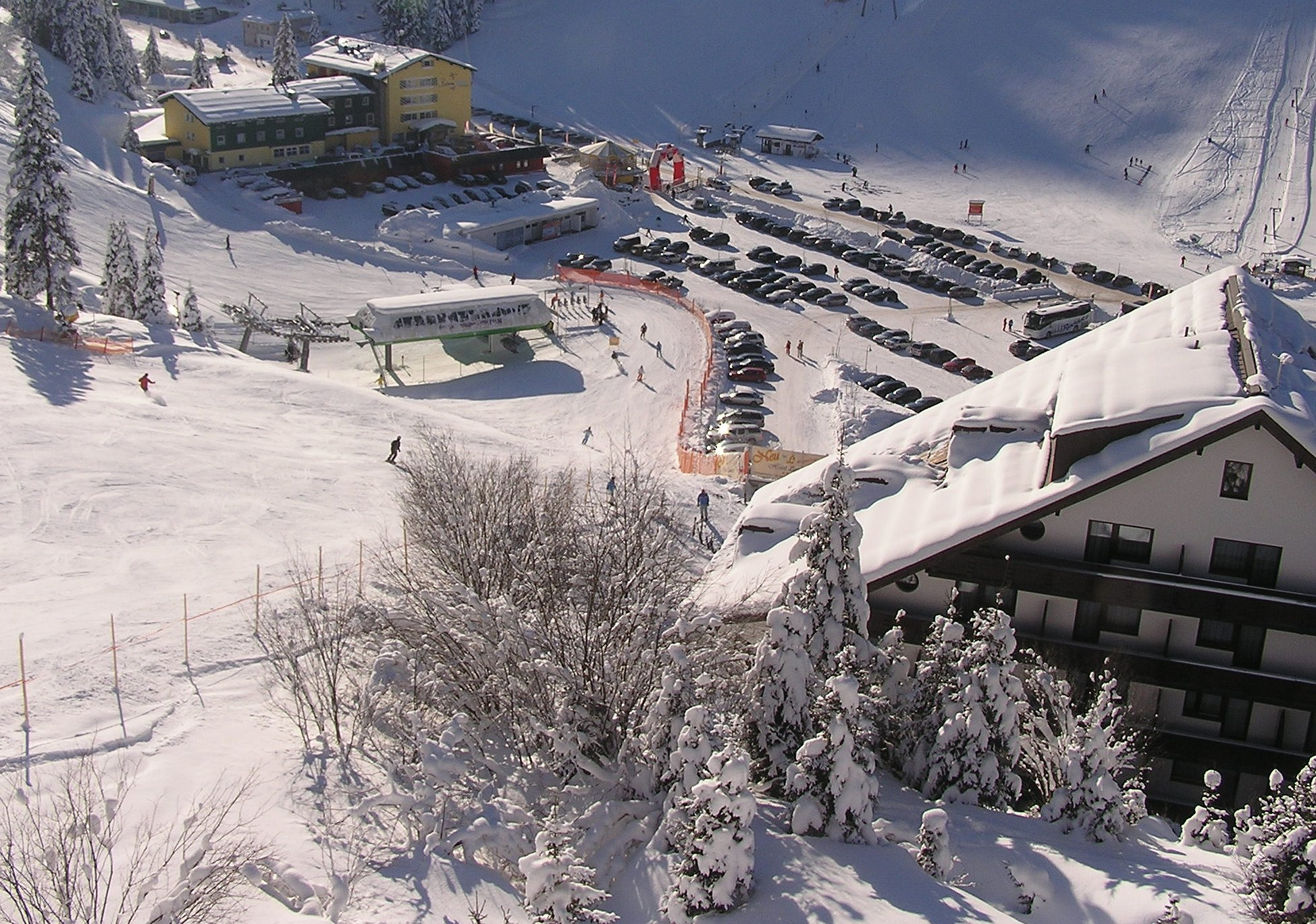
Berghotel Hochfügen, Parkplatz und Liftanlagen
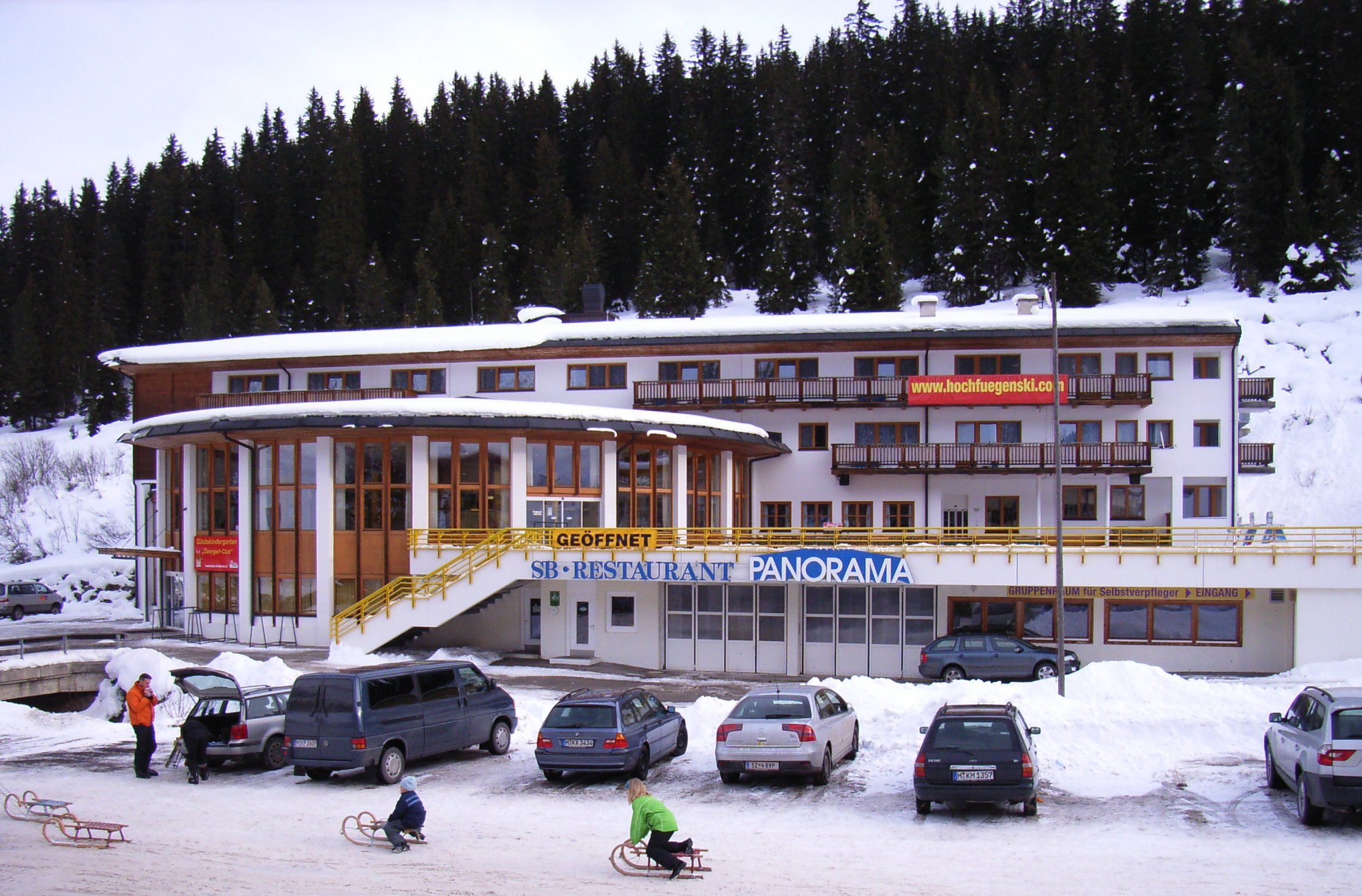
Ein SB-Restaurant bei der Talstation der 8er-Jet-Gondelbahn
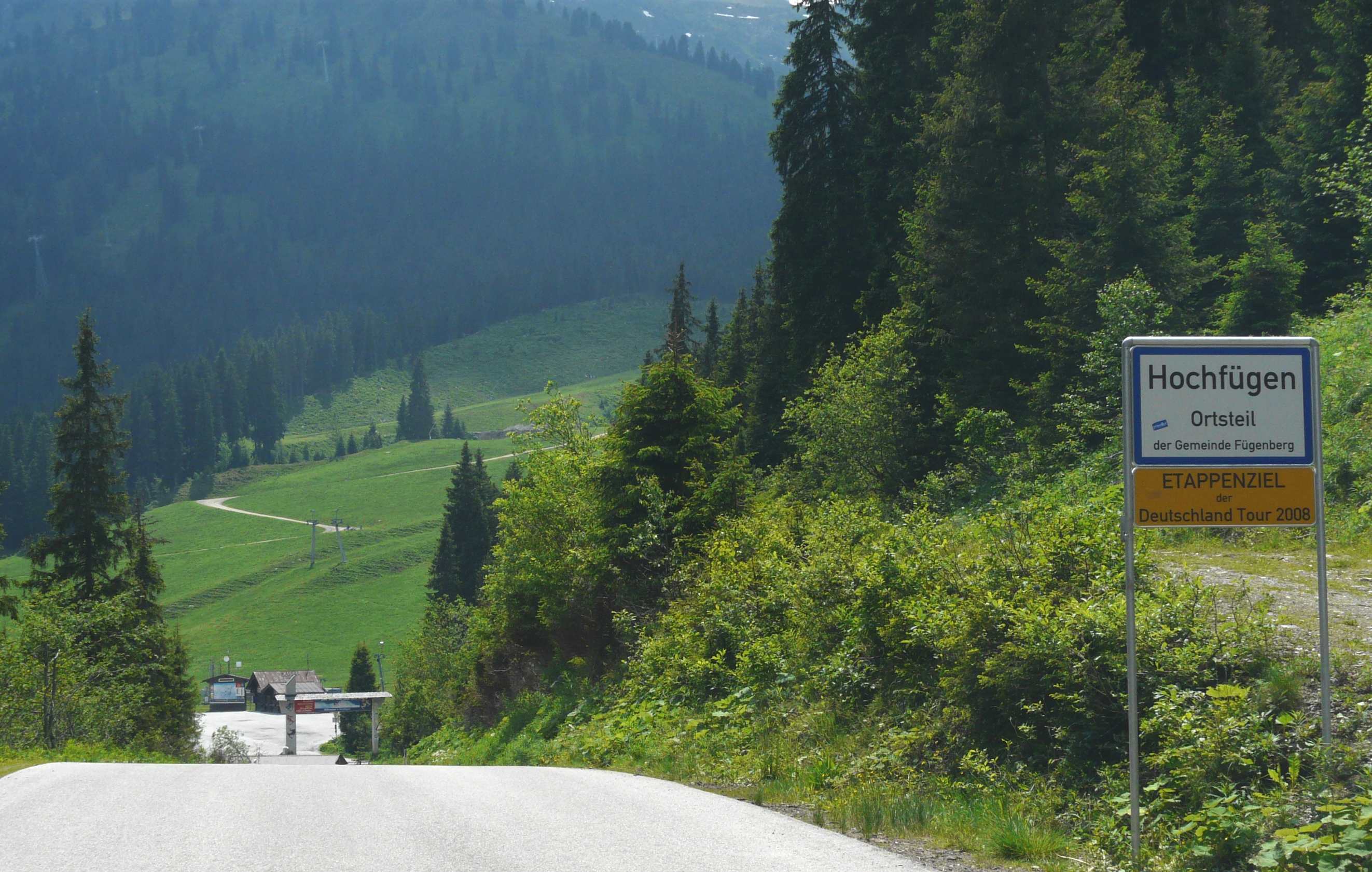
Das Ortsschild von Hochfügen